# Eviota storthynx
Eviota storthynx är en fiskart som först beskrevs av Rofen, 1959.  Eviota storthynx ingår i släktet Eviota och familjen smörbultsfiskar. IUCN kategoriserar arten globalt som livskraftig. Inga underarter finns listade i Catalogue of Life.